# Guaranyperla
Guaranyperla is een geslacht van steenvliegen uit de familie Gripopterygidae. De wetenschappelijke naam van het geslacht is voor het eerst geldig gepubliceerd in 2001 door Froehlich.

## Soorten
Guaranyperla omvat de volgende soorten:
- Guaranyperla beckeri Froehlich, 2001
- Guaranyperla guapiara Froehlich, 2001
- Guaranyperla nitens Froehlich, 2001